# Campionato africano femminile di calcio 2000
Il campionato africano femminile di calcio 2000 è stata la quarta edizione della massima competizione calcistica per nazionali femminili organizzata dalla Confédération Africaine de Football (CAF). Si è disputato tra l'11 e il 25 novembre 2000 in Sudafrica.
Il torneo è stato vinto per la quarta volta consecutiva dalla Nigeria, che in finale ha superato il Sudafrica per 2-0 e la partita è stata definitivamente sospesa al 73' a causa di scontri sugli spalti.

## Formato
Alla fase finale accedevano 8 squadre nazionali, delle quali il Sudafrica ammesso di diritto in qualità di ospite e la Nigeria come detentrice del titolo, mentre le altre 6 tramite le qualificazioni. La fase di qualificazione era organizzata su due fasi a eliminazione diretta; al turno preliminare hanno preso parte due squadre, mentre il turno finale era composta da sei partite di andata e ritorno per stabilire le sei squadre che avrebbero preso parte alla fase finale. Nella fase finale, invece, le otto squadre partecipanti erano suddivise in due gruppi da quattro, con partite di sola andata. Le prime due di ciascun raggruppamento si qualificavano per le semifinali, con le prime classificate a incontrare le seconde dell'altro gruppo.

## Qualificazioni

### Turno preliminare
| Squadra 1   | Totale | Squadra 2 | Andata | Ritorno |
| ----------- | ------ | --------- | ------ | ------- |
| La Riunione | [ 2 ]  | Kenya     | -      | -       |

### Turno finale
| Squadra 1                        | Totale | Squadra 2    | Andata | Ritorno |
| -------------------------------- | ------ | ------------ | ------ | ------- |
| 29-30 luglio / 11-13 agosto 2000 |        |              |        |         |
| La Riunione                      | 5 - 4  | Egitto       | 4 - 3  | 1 - 1   |
| Gabon                            | [ 3 ]  | Camerun      | 0 - 3  | -       |
| Marocco                          | 6 - 1  | Algeria      | 3 - 0  | 3 - 1   |
| Zimbabwe                         | 8 - 0  | Lesotho      | 4 - 0  | 4 - 0   |
| Sierra Leone                     | [ 4 ]  | Ghana        | -      | -       |
| Uganda                           | [ 4 ]  | RD del Congo | -      | -       |

## Squadre partecipanti
| Pr. | Squadra     | Partecipante in quanto                                         | Ultima presenza |
| --- | ----------- | -------------------------------------------------------------- | --------------- |
| 1   | Sudafrica   | Rappresentativa della nazione organizzatrice della fase finale | 1998            |
| 2   | Nigeria     | Detentrice del titolo                                          | 1998            |
| 3   | Camerun     | Vincitrice della fase di qualificazione                        | 1998            |
| 4   | Ghana       | Vincitrice della fase di qualificazione                        | 1998            |
| 5   | La Riunione | Vincitrice della fase di qualificazione                        | Esordiente      |
| 6   | Marocco     | Vincitrice della fase di qualificazione                        | 1998            |
| 7   | Uganda      | Vincitrice della fase di qualificazione                        | Esordiente      |
| 8   | Zimbabwe    | Vincitrice della fase di qualificazione                        | Esordiente      |

## Stadi
Il campionato venne ospitato da due impianti in Sudafrica.
| Boksburg | Boksburg Johannesburg Stadi ospitanti il campionato africano femminile di calcio 2000. | Johannesburg |
|          | Boksburg Johannesburg Stadi ospitanti il campionato africano femminile di calcio 2000. |              |
|          | Boksburg Johannesburg Stadi ospitanti il campionato africano femminile di calcio 2000. |              |

## Fase finale

### Fase a gruppi

#### Gruppo A
| Pos. | Squadra     | Pt | G | V | N | P | GF | GS | DR |
| ---- | ----------- | -- | - | - | - | - | -- | -- | -- |
| 1.   | Sudafrica   | 9  | 3 | 3 | 0 | 0 | 8  | 1  | +7 |
| 2.   | Zimbabwe    | 4  | 3 | 1 | 1 | 1 | 5  | 5  | 0  |
| 3.   | Uganda      | 4  | 3 | 1 | 1 | 1 | 4  | 6  | -2 |
| 4.   | La Riunione | 0  | 3 | 0 | 0 | 3 | 2  | 7  | -5 |

| Arbitro: | Bola Abidoye |

|                                |           |  |
| Phewa 33’ Ellis 55’ Malaku 69’ | Marcatori |  |

| Arbitro: | Bolanle Sekiteri |

|                               |           |                          |
| Mathobela 26’ Tapfumamoyo 79’ | Marcatori | 21’ Nakawagi 30’ Nakintu |

| Arbitro: | Ondo Akono |

|             |           |                      |
| Mussard 18’ | Marcatori | 57’ Mpala 82’ Mutero |

| Arbitro: | Scholastica Tetteh |

|  |           |                                        |
|  | Marcatori | 27’ Solomon 32’ Luthuli 51’ Lekalakala |

| Arbitro: | Bola Abidoye |

|              |           |                            |
| Lecoutre 29’ | Marcatori | 42’ Nakimbugwe 89’ Mbekeka |

| Arbitro: | Ondo Akono |

|                       |           |           |
| Luthili 49’ Phewa 65’ | Marcatori | 44’ Mpala |

#### Gruppo B
| Pos. | Squadra | Pt | G | V | N | P | GF | GS | DR  |
| ---- | ------- | -- | - | - | - | - | -- | -- | --- |
| 1.   | Nigeria | 7  | 3 | 2 | 1 | 0 | 11 | 2  | +9  |
| 2.   | Ghana   | 7  | 3 | 2 | 1 | 0 | 7  | 2  | +5  |
| 3.   | Camerun | 3  | 3 | 1 | 0 | 2 | 4  | 6  | -2  |
| 4.   | Marocco | 0  | 3 | 0 | 0 | 3 | 1  | 13 | -12 |

| Arbitro: | Fatou Gaye |

|                       |           |                     |
| Akide 40’ (rig.), 50’ | Marcatori | 52’ Baidu 80’ Okine |

| Arbitro: | Sabelo Sibindi |

|                                                     |           |           |
| Eko Njolle 17’ Anounga 67’ Enama Abbe 89’ Anong 90’ | Marcatori | 13’ Maqdi |

| Arbitro: | Justine Rasonirina |

|                       |           |  |
| Sackey 7’ Dgajmah 82’ | Marcatori |  |

| Arbitro: | Catherine Adipo |

|  |           |                                                      |
|  | Marcatori | 44’, 73’ Akide 49’, 70’ Ajayi ?’ Mmadu 90+2’ Nwadike |

| Arbitro: | Sabelo Sibindi |

|                                  |           |  |
| Baidu 65’ Bayor 66’ Gyamfuaa 70’ | Marcatori |  |

| Arbitro: | Fatou Gaye |

|                               |           |  |
| Akide 14’ Yusuf 35’ Mmadu 90’ | Marcatori |  |

### Fase a eliminazione diretta

#### Tabellone
|  | Semifinali | Semifinali | Semifinali |         |           | Finale          | Finale          | Finale          |  |
|  |            |            |            |         |           |                 |                 |                 |  |
|  | 1A         | Sudafrica  | 1          |         |           |                 |                 |                 |  |
|  | 1A         | Sudafrica  | 1          |         |           |                 |                 |                 |  |
|  | 2B         | Ghana      | 0          |         |           |                 |                 |                 |  |
|  | 2B         | Ghana      | 0          |         | Sudafrica | Sudafrica       | 0               |                 |  |
|  |            |            |            |         | Sudafrica | Sudafrica       | 0               |                 |  |
|  |            |            | Nigeria    | Nigeria | 2         |                 |                 |                 |  |
|  | 1B         | Nigeria    | Nigeria    | Nigeria | 2         | 6               |                 |                 |  |
|  | 1B         | Nigeria    |            |         |           | 6               |                 |                 |  |
|  | 2A         | Zimbabwe   | 0          |         |           | Finale 3º posto | Finale 3º posto | Finale 3º posto |  |
|  | 2A         | Zimbabwe   | 0          |         |           |                 |                 |                 |  |
|  |            |            |            |         |           |                 |                 |                 |  |
|  |            |            |            |         |           | Ghana           | Ghana           | 6               |  |
|  |            |            |            |         |           | Ghana           | Ghana           | 6               |  |
|  |            |            |            |         |           | Zimbabwe        | Zimbabwe        | 3               |  |

### Semifinali
| Arbitro: | Fatou Gaye |

|            |           |  |
| Solomon 9’ | Marcatori |  |

| Arbitro: | Catherine Adipo |

|                                                         |           |  |
| Yusuf 3’ Mmadu 34’ Akide 40’, 65’ Nwadike 52’ Ajayi 79’ | Marcatori |  |

### Finale terzo posto
| Arbitro: | Justine Rasoanirina |

|                                                          |           |                                        |
| Baidu 1’ Bayor 6’, 31’ Darku 24’ Foriwaa 35’ Dgajmah 44’ | Marcatori | 14’ Mpala 16’ Tapfumamoyo 61’ Nyerukai |

### Finale
| Arbitro: | Ondo Akono |

|                      |           |  |
| Yusuf 30’ Mbachu 72’ | Marcatori |  |

## Statistiche

### Classifica marcatrici
7 reti
- Mercy Akide (1 rig.)

3 reti
- Elizabeth Baidu
- Adjoa Bayor
- Kikelomo Ajayi
- Maureen Mmadu
- Olaitan Yusuf
- Precious Mpala

2 reti
- Mavis Mah Dgajmah
- Rita Nwadike
- Makhosi Luthuli
- Veronica Phewa
- Joanne Solomon
- Nomsa Tapfumamoyo

1 rete
- Bernadette Anong
- Antoinette Anounga
- Lydienne Eko Njolle
- Desire Enama Abbe
- Memuna Darku
- Gloria Foriwaa
- Nana Ama Gyamfuaa
- Sheila Okine
- Alberta Sackey
- Rachelle Lecoutre
- Florence Mussard
- Nadia Maqdi
- Stella Mbachu
- Desiree Ellis
- Hilda Lekalakala
- Martha Malaku
- Oliver Mbekeka
- Alaisa Nakawagi
- Annet Nakimbugwe
- Robina Nakintu
- Handekile Mathobela
- Yesmore Mutero
- Florence Nyerukai